# Liste de réservoirs au Québec
La liste de réservoirs au Québec répertorie les lacs de barrage au Québec (Canada).

## Liste
| Nom                                 | Localisation                             | Superficie km2 | Coordonnées                  |
| ----------------------------------- | ---------------------------------------- | -------------- | ---------------------------- |
| Lac Adolphe                         | Dudswell                                 |                | 45° 38′ 05″ N, 71° 35′ 20″ O |
| Lac Arthabaska                      | Lac-Pikauba                              |                | 47° 39′ 30″ N, 70° 46′ 42″ O |
| Lac au Sorcier                      | Saint-Alexis-des-Monts                   | 8.7            | 46° 41′ 07″ N, 73° 23′ 08″ O |
| Lac Bourassa                        | Saint-Alexis-des-Monts                   |                | 46° 42′ 17″ N, 73° 19′ 16″ O |
| Lac Brûlé                           | Rivière-aux-Outardes                     |                | 49° 32′ 03″ N, 68° 30′ 37″ O |
| Lac Charland                        | Lac-Matawin                              |                | 46° 52′ 04″ N, 74° 10′ 50″ O |
| Lac Cinconsine                      | La Tuque                                 |                | 47° 24′ 20″ N, 73° 03′ 42″ O |
| Lac d'Argent                        | Eastman                                  |                | 45° 18′ 37″ N, 72° 18′ 49″ O |
| Lac des Chats                       | Québec                                   | 77             | 45° 31′ 02″ N, 76° 29′ 37″ O |
| Lac des Fourches                    | Les Lacs-du-Témiscamingue                |                | 47° 32′ 31″ N, 78° 28′ 40″ O |
| Lac Dollard-des-Ormeaux             | Grenville                                |                | 45° 35′ 37″ N, 74° 29′ 55″ O |
| Lac du Moulin                       | Saint-Bruno-de-Montarville               |                | 45° 32′ 26″ N, 73° 19′ 31″ O |
| Lac du Réservoir                    | Mauricie                                 |                | 47° 22′ 30″ N, 72° 29′ 05″ O |
| Lac du Réservoir                    | Saguenay–Lac-Saint-Jean                  |                | 49° 03′ 53″ N, 70° 43′ 45″ O |
| Lac Itomamo                         | Mont-Valin                               |                | 49° 11′ 30″ N, 70° 28′ 28″ O |
| Lac Jaune                           | Chertsey                                 |                | 46° 06′ 55″ N, 73° 49′ 07″ O |
| Lac Kempt                           | Baie-Atibenne                            |                | 47° 26′ 17″ N, 74° 16′ 45″ O |
| Lac Kénogami                        | Saguenay                                 | 57             | 48° 19′ 36″ N, 71° 22′ 34″ O |
| Lac La Mothe                        | Mont-Valin                               | 37             | 48° 47′ 03″ N, 71° 09′ 13″ O |
| Lac Léger                           | Mont-Valin                               | 115.9          | 48° 53′ 51″ N, 70° 47′ 21″ O |
| Lac Sainte-Anne                     | Rivière-aux-Outardes                     | 240            | 50° 08′ 27″ N, 67° 52′ 15″ O |
| Lac Saint-Jean                      | Saguenay–Lac-Saint-Jean                  | 1003           | 48° 35′ 40″ N, 72° 01′ 48″ O |
| Lac Suzie                           | Senneterre                               |                | 48° 03′ 46″ N, 75° 40′ 52″ O |
| Lac Tourouvre                       | La Tuque                                 |                | 47° 45′ 56″ N, 72° 53′ 41″ O |
| Lac Tremblant                       | Les Laurentides                          | 9.45           | 46° 14′ 48″ N, 74° 38′ 06″ O |
| Lac Trenche                         | Lac-Ashuapmushuan                        |                | 48° 39′ 55″ N, 73° 24′ 03″ O |
| Petit lac des Roches                | Québec                                   |                | 46° 54′ 35″ N, 71° 16′ 12″ O |
| Petit lac Jacques-Cartier           | Lac-Jacques-Cartier                      |                | 47° 24′ 26″ N, 71° 31′ 48″ O |
| Petit lac Malbaie                   | Lac-Pikauba                              |                | 47° 46′ 22″ N, 70° 39′ 33″ O |
| Réservoir aux Outardes 2            | Rivière-aux-Outardes                     |                | 49° 10′ 18″ N, 68° 24′ 58″ O |
| Réservoir aux Outardes 3            | Rivière-aux-Outardes                     |                | 49° 59′ 42″ N, 68° 39′ 26″ O |
| Réservoir aux Outardes 4            | Rivière-aux-Outardes                     | 652            | 50° 11′ 32″ N, 69° 13′ 36″ O |
| Réservoir Baskatong                 | Antoine-Labelle La Vallée-de-la-Gatineau | 413.5          | 46° 48′ N, 75° 48′ O         |
| Réservoir Beaudet                   | Victoriaville                            | 1.52           | 46° 04′ 11″ N, 71° 58′ 17″ O |
| Réservoir Blanc                     | agglomération de La Tuque                | 82.6           | 47° 45′ 08″ N, 73° 12′ 23″ O |
| Réservoir Cabonga                   | Lac-Pythonga                             | 677            | 47° 19′ 57″ N, 76° 34′ 37″ O |
| Réservoir Choinière                 | Roxton Pond                              | 4.7            | 45° 25′ 42″ N, 72° 36′ 10″ O |
| Réservoir de Caniapiscau            | Côte-Nord Nord-du-Québec                 | 4318           | 54° 40′ 00″ N, 69° 59′ 00″ O |
| Réservoir de la Blanche             | Gatineau                                 |                | 45° 32′ 05″ N, 75° 37′ 32″ O |
| Réservoir de la Paix des Braves     | Eeyou Istchee Baie-James                 | 603            | 52° 10′ 54″ N, 75° 52′ 26″ O |
| Réservoir de la Romaine 2           | Lac-Jérôme                               | 81             | 50° 40′ 20″ N, 63° 14′ 20″ O |
| Réservoir de la Sainte-Marguerite 3 | Lac-Walker                               |                | 51° 18′ 30″ N, 66° 58′ 03″ O |
| Réservoir de Paugan                 | Low                                      |                | 45° 49′ 29″ N, 75° 54′ 57″ O |
| Réservoir Dozois                    | Réservoir-Dozois                         | 404            | 47° 30′ 00″ N, 77° 05′ 00″ O |
| Réservoir Gouin                     | agglomération de La Tuque                | 1789           | 48° 35′ 00″ N, 74° 50′ 00″ O |
| Réservoir Kiamika                   | Antoine-Labelle                          | 42.48          | 46° 40′ 15″ N, 75° 04′ 19″ O |
| Réservoir Laforge 1                 | Eeyou Istchee Baie-James                 | 1288           | 54° 21′ 04″ N, 72° 08′ 22″ O |
| Réservoir Laforge 2                 | Eeyou Istchee Baie-James                 |                | 54° 41′ 00″ N, 70° 45′ 45″ O |
| Réservoir La Grande 3               | Eeyou Istchee Baie-James                 | 2420           | 53° 46′ 03″ N, 75° 30′ 03″ O |
| Réservoir La Grande 4               | Eeyou Istchee Baie-James                 | 765            | 53° 54′ 03″ N, 73° 15′ 03″ O |
| Réservoir Manic 1                   | Rivière-aux-Outardes                     |                | 49° 14′ 56″ N, 68° 24′ 00″ O |
| Réservoir Manic 2                   | Baie-Comeau                              |                | 49° 30′ 04″ N, 68° 24′ 00″ O |
| Réservoir Manic 3                   | Rivière-aux-Outardes                     |                | 50° 00′ 00″ N, 68° 40′ 00″ O |
| Réservoir Manicouagan               | Rivière-aux-Outardes                     | 1942           | 51° 07′ 38″ N, 68° 44′ 50″ O |
| Réservoir Mitchinamecus             | Antoine-Labelle                          |                | 47° 21′ 00″ N, 75° 04′ 06″ O |
| Réservoir Opinaca                   | Eeyou Istchee Baie-James                 | 1040           | 52° 38′ 58″ N, 76° 19′ 54″ O |
| Réservoir Pipmuacan                 | Saguenay–Lac-Saint-Jean                  |                | 49° 39′ 42″ N, 70° 16′ 18″ O |
| Réservoir Robert-Bourassa           | Eeyou Istchee Baie-James                 | 2835           | 53° 45′ N, 77° 00′ O         |
| Réservoir Robertson                 | Petit-Mécatina                           |                | 50° 59′ 54″ N, 59° 10′ 58″ O |
| Réservoir Taureau                   | Lanaudière                               | 95             | 46° 45′ 59″ N, 73° 50′ 00″ O |
| Réservoir Wabush                    | Sept-Îles                                | 0.5            | 50° 13′ 09″ N, 66° 34′ 50″ O |